# Альшаница (Смоленская область)
Альшаница — деревня в Холм-Жирковском районе Смоленской области России. Входит в состав Болышевского сельского поселения. По состоянию на 2007 год постоянного населения не имеет. 
Расположена в северной части области в 15 км к северо-востоку от Холм-Жирковского, в 52 км севернее автодороги М1 «Беларусь», на берегу реки Немощенка. В 20 км западнее деревни расположена железнодорожная станция Никитинка на линии Дурово — Владимирский Тупик. 

## История
В годы Великой Отечественной войны деревня была оккупирована гитлеровскими войсками в октябре 1941 года, освобождена в марте 1943 года.